# Jürgen De Smet
Jürgen De Smet (Gent, 25 september 1980) is een Vlaams pianist, componist en muziekproducer. Op achtjarige leeftijd startte hij aan de academie in Gentbrugge, waar hij voor piano, orkestdirectie en saxofoon het einddiploma van de hogere graad met grote onderscheiding behaalde.
Op 16-jarige leeftijd bewerkte hij de generiekmuziek van het televisieprogramma 'Afrit 9' waarin hij samen met zijn oma een quatre-mains bracht. Hij kreeg de kans om voor W817 (Ketnet) en Afrit 9 (Eén) samen te werken met muziekproducer/sonorisator Guido Van Hellemont. Als dirigent leidde hij 10 jaar lang het vierstemmig koor Jubilate Munte.
Op zijn 18de werd Jürgen enkele jaren pianist van Koen Crucke. Met Eva Maria, Willy Pulinx en Marco Bakker maakte hij tours langsheen de casino's van Koksijde, Middelkerke, Blankenberge en Knokke. Hierbij stond hij vaak als pianosolist op de affiche met het Wienerensemble van de internationaal gerenommeerde violist, trompettist, componist en dirigent Roger Renard.
Hij was 10 jaar lang de vaste pianist van Will Ferdy tot aan zijn afscheid in 2014. Hoogtepunten waren Will Ferdy intiem in NTGent, Charme van het Chanson, Gala 80 jaar Will Ferdy in de Antwerpse Arenbergschouwburg en Gala 60 jaar op de planken in de Antwerpse Bourlaschouwburg. De gala’s werden telkens begeleid door Combo Jürgen De Smet dat er ook Connie Neefs en Jo Lemaire begeleidde. In 2007 startte hij als pianist van Popkoning Jean Pierre Maeren. In 2010 speelden de Popkoning en Chris Van den Durpel 11 uitverkochte voorstellingen van Grapjassen. Ze waren daarmee de best verkochte act van de Gentse Feesten met 8500 bezoekers. Nadien volgde nog een uitgebreide tour.
Met zijn productiehuis Tems Music produceert hij sinds 2003 theaterproducties met enerzijds lichtklassieke operetteconcerten (Willkommen in Wien, Noch einmal in Wien,…) en anderzijds swingende popshows (Symfonia, Teatro Bella Notte,…). Zijn show The Reality of a Dream uit 2008 draaide rond zijn eerste full-cd. In 2012 kwam Nu weten ze wie ik ben in de Vlaamse theaters, een show met Marijn Devalck rond het leven en werk van Will Ferdy. Woordkunstenares Gladys De Mol dook voor deze show in zijn 3 autobiografische boeken en nam van Will een exclusief, 3 uur durend interview af. Vanaf 2015 reisde Welcome to the Sixties langs de culturele centra en verschillende van Jürgens shows gingen in première in de Gentse Minardschouwburg. Voor zijn lunchconcerten werkte hij 10 jaar lang samen met Kasteel Carelshof. Vanaf 2019 schakelde hij een versnelling hoger en gaan deze door in Salons 't Groenhof in Melle.
In 2023 was Jürgen 25 jaar professioneel met muziek bezig en stond zijn 25ste concertproductie met bijhorende tour op het programma. In datzelfde jaar gaf Tems Music de dichtbundel uit van Gladys De Mol, 'Lees me'.
Als componist schreef hij tientallen nummers voor de laatste 7 cd's van Will Ferdy (2005-2014) waaronder het duet 'Hetzelfde Verhaal', gezongen door Will en Jürgen. Voor poppentheater Magie componeerde hij de muziek voor Het Geheim van de Abdij (2005), Genoveva Van Brabant (2013) en Prinses met een Staartje (2018). Voor de uitvaart van podiumpartner en vriend Will Ferdy schreef hij samen met Gladys De Mol 'Wie je bent'.

## Discografie
- The Reality of a Dream (2008)